# Ratpenat de ferradura malai
El ratpenat de ferradura malai (Rhinolophus malayanus) és una espècie de ratpenat de la família dels rinolòfids. Viu a Cambodja, Laos, Malàisia, Myanmar, Tailàndia i el Vietnam. El seu hàbitat natural són en coves de pedra calcària, com també a les zones agrícoles i bosc secundari. No hi ha cap amenaça significativa per a la supervivència d'aquesta espècie.